# マーティン・スパンジャーズ
マーティン・スパンジャーズ（Martin Brian Spanjers、1987年2月2日 - ）は、アメリカ合衆国アリゾナ州ツーソン出身の俳優。
『パパにはヒ・ミ・ツ』のロリー・ヘネシー役で知られる。

## 経歴
1987年2月2日、アメリカ合衆国アリゾナ州ツーソンに、父フランクと母サラの息子として生まれる。父方の祖父母はオランダからウィスコンシン州へ移住してきた移民だった。
『マルコム in the Middle』のマルコム役のオーディションを受けてほぼ内定していたが、最終的にマルコム役はフランキー・ムニッズが演じることとなり、パイロット版のゲストに変更となった。『マルコム in the Middle』ではレギュラーを得ることができなかったが、2年後の2002年に『パパにはヒ・ミ・ツ』でヘネシー家の末っ子・ロリー役としてレギュラー出演し、頭角を現す。その後、『コールドケース 迷宮事件簿』のデイビー役など、多くのドラマにゲスト出演した。
近年では、『耳をすませば』の杉村役の英語版の吹き替えを担当するなど、声優としての映画出演が増えてきている。また、アメリカではピザハットやスプリント・ネクステル、T-モバイルなどのCMにも出演している。

## 主な出演作品

### 映画
| 公開年 | 邦題 原題                      | 役名                   | 備考           |
| ------ | ------------------------------ | ---------------------- | -------------- |
| 1995   | D&D 完全黙秘 Gei ba ba de xin  | ブライアン             | 声の出演       |
| 1997   | The Ride                       | ジョージ               |                |
| 2000   | Perfect Game                   | ブライアン             |                |
| 2001   | Max Keeble's Big Move          |                        |                |
| 2002   | Evil Alien Conquerors          | ジミー                 |                |
| 2003   | Home                           | ジェイク               | テレビ映画     |
| 2006   | 耳をすませば                   | 杉村                   | 英語版声の出演 |
| 2007   | 鉄板スポーツ伝説 The Comebacks | ランディ               |                |
| 2011   | Sassy Pants                    | シェイン・プルーイット |                |
| 2011   | Spring Break '83               | マックス               |                |

### テレビ
| 放送年    | 邦題 原題                                         | 役名                            | 備考                                   |
| --------- | ------------------------------------------------- | ------------------------------- | -------------------------------------- |
| 1998      | ふたりはふたご Two of a Kind                      | ブライアン                      | 計8話出演                              |
| 2000      | Daddio                                            | マックス・ウッズ                | 計9話出演                              |
| 2000      | マルコム in the Middle Malcom in the Middle       | リチャード                      | 第１シーズン第１話 「パイロット」      |
| 2000      | Grosse Pointe                                     | アダム                          |                                        |
| 2000      | Touched by an Angel                               | ブライアン・ハニガン            | 第7シーズン第9話 「The Grudge」        |
| 2001      | The Hughleys                                      | マイルズ                        | 計2話出演                              |
| 2002      | First Monday                                      | ランドール                      | 第3話 「The Price of Liberty」         |
| 2002-2005 | パパにはヒ・ミ・ツ 8 Simple Rules                 | ロリー・ヘネシー                | 計76話出演                             |
| 2003      | キム・ポッシブル Kim Possible                     | マルコム/悪の帝王               | 声の出演                               |
| 2003      | All About the Andersons                           | アンドリュー                    | 第10話 「Training Wheels」             |
| 2004      | Andy Richter Controls the Universe                | ジェイク                        | 第2シーズン第9話 「Bully the Kid」     |
| 2006      | コールドケース 迷宮事件簿 Cold Case               | デイビー                        | 第4シーズン第1話 「ビデオカメラ」      |
| 2007      | グレイズ・アナトミー 恋の解剖学 Grey's Anatomy    | ハンター・チャップマン          | 第4シーズン第3話 「真実の棘」          |
| 2008      | Moonlight                                         | マーシャル                      | 第14話 「Click」                       |
| 2008      | アイ・カーリー iCarly                             | デイビッド                      | 第1シーズン第22話 「負けるなフレディ」 |
| 2008-09   | トゥルーブラッド True Blood                       | 若かりしサム                    | 計2話出演                              |
| 2009      | 女捜査官グレイス 〜 天使の保護観察中 Saving Grace | ランス・アイバーソン            | 第3シーズン第5話 「祈りに生きて」      |
| 2010-2014 | グッドラックチャーリー Good Luck Charlie          | ジャスティン                    | 計3話出演                              |
| 2010      | 新ビバリーヒルズ青春白書 90210                    | スタンレー/バリー・ザ・バリスタ | 計2話出演                              |
| 2011      | Better With You                                   | ハンター                        | 第13話 「Better with Valentine's Day」 |